# San Antonio Sahcabchén
San Antonio Sahcabchén es una localidad del estado mexicano de Campeche. Es parte del municipio de Calkiní.

## Toponimia
El nombre «San Antonio» hace referencia al santo patrono de la localidad: Antonio de Padua. El nombre «Sahcabchén» proviene de los términos en maya sahkab, tierra blanca; ch'en, pozo. Su significado es «pozo de tierra blanca».

## Demografía
| Gráfica de evolución demográfica |
|                                  |

| Censo | Población |
| ----- | --------- |
| 1900  | 472       |
| 1910  | 498       |
| 1921  | 727       |
| 1930  | 759       |
| 1940  | 745       |
| 1950  | 548       |
| 1960  | 595       |
| 1970  | 739       |
| 1980  | 987       |
| 1990  | 1218      |
| 2000  | 1532      |
| 2010  | 1858      |
| 2020  | 2280      |